# 13.ª reunião de cúpula do G20
A XIII Cúpula do G20 Buenos Aires 2018 foi a 13ª reunião do Grupo dos 20 (G20). Foi realizada nos dias 30 de novembro e 1º de dezembro de 2018 na cidade de Buenos Aires, Argentina, sendo a primeira cúpula do G20 realizada na América do Sul.

## Preparação
O presidente argentino Mauricio Macri assumiu a presidência do G20 por um ano em 30 de novembro de 2017, durante uma cerimônia oficial no Centro Cultural Néstor Kirchner em Buenos Aires. O presidente da China Xi Jinping (anfitrião em 2016), a chanceler da Alemanha Angela Merkel (anfitriã de 2017) e o primeiro-ministro do Japão Shinzō Abe (anfitrião em 2019) enviaram mensagens de apoio que foram exibidas na cerimônia.
Durante a Cúpula do G20 entre líderes mundiais em 30 de novembro de 2018, a Argentina sediará mais de 45 reuniões de vários níveis de governo e áreas em onze cidades diferentes de todo o país.

## Líderes participantes

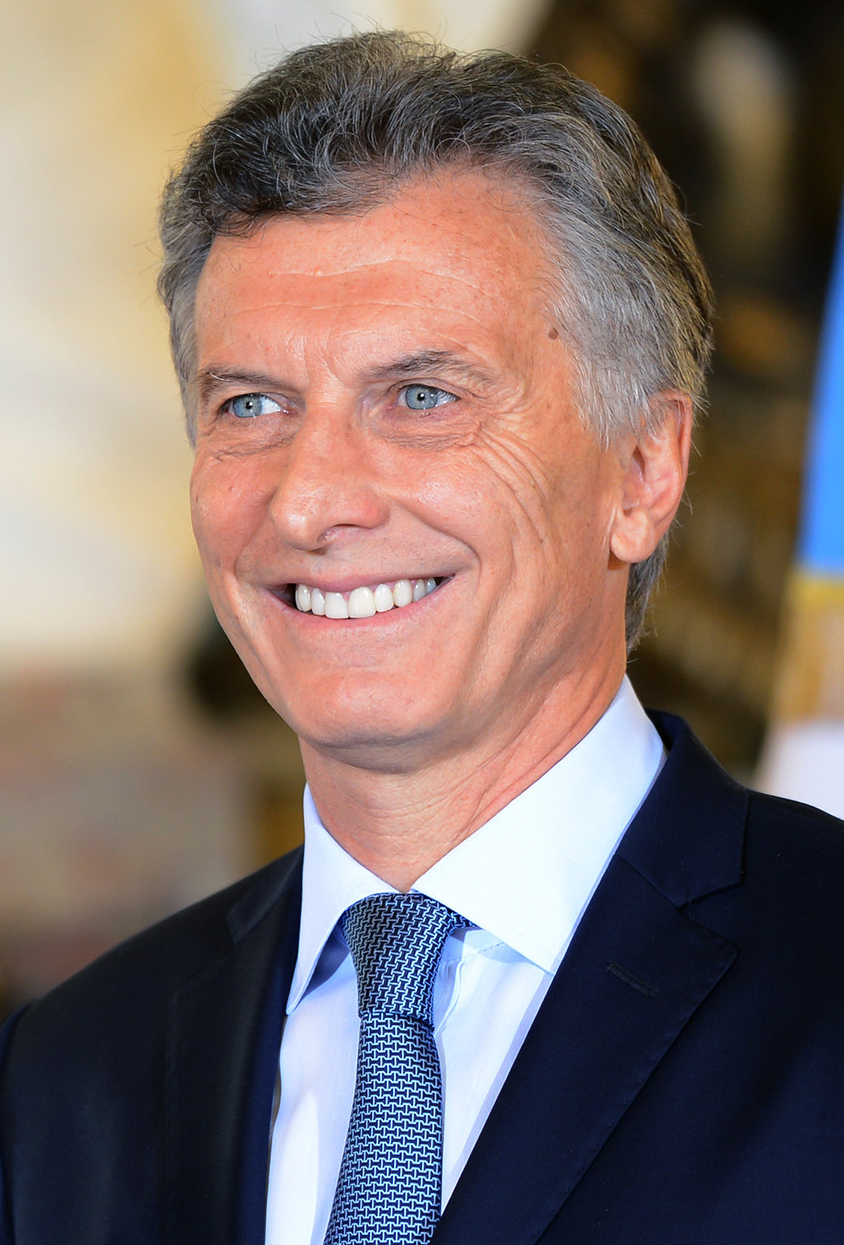
ARG Mauricio Macri, Presidente (Anfitrião)
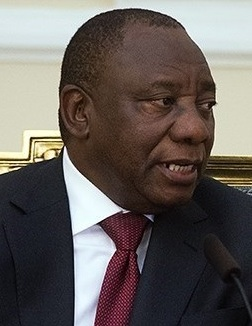
ZAF Cyril Ramaphosa, Presidente
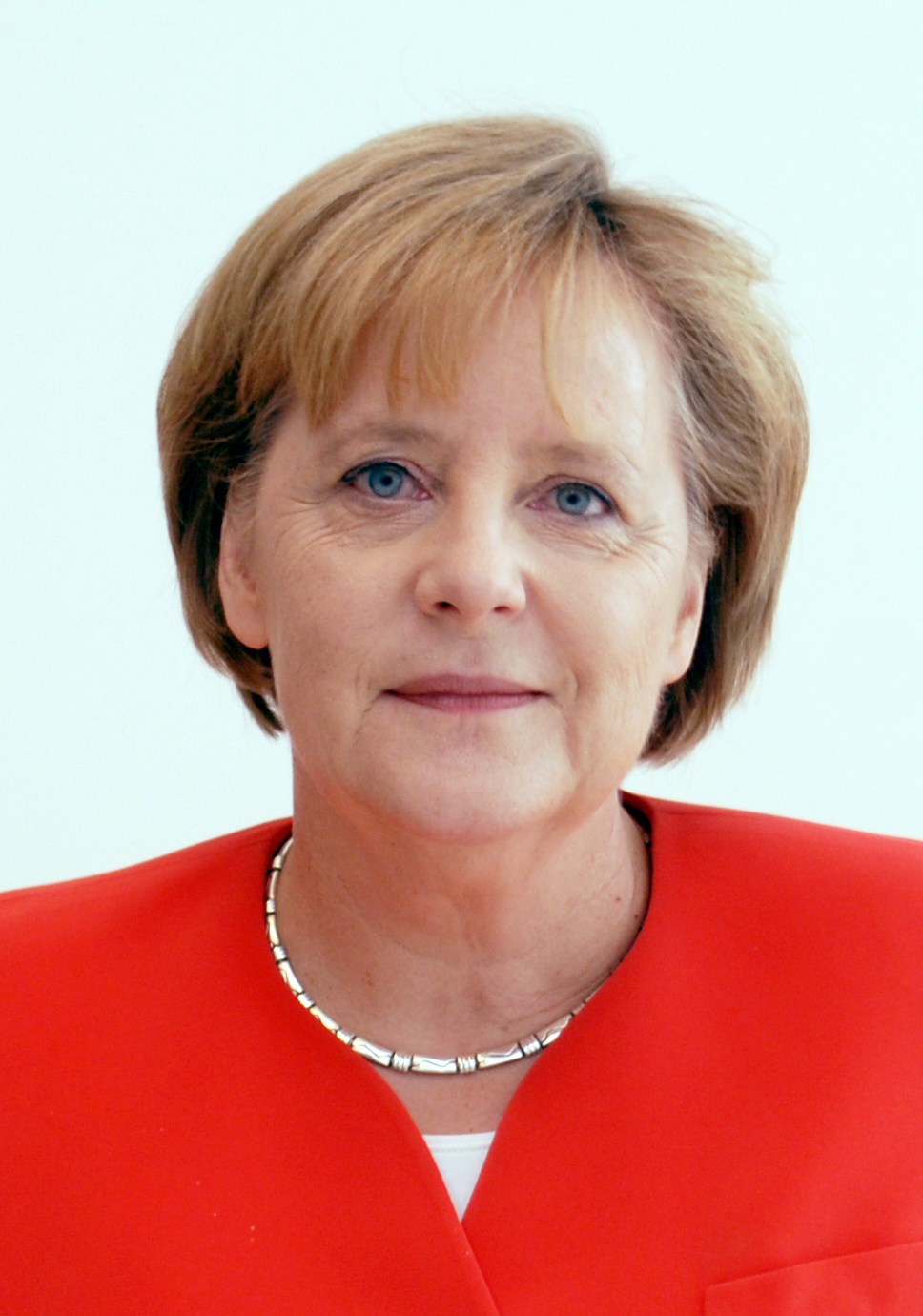
DEU Angela Merkel, Chanceler
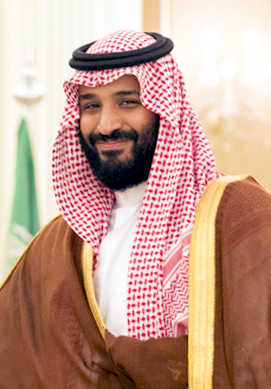
SAU Mohammad bin Salman Al Saud, Príncipe herdeiro
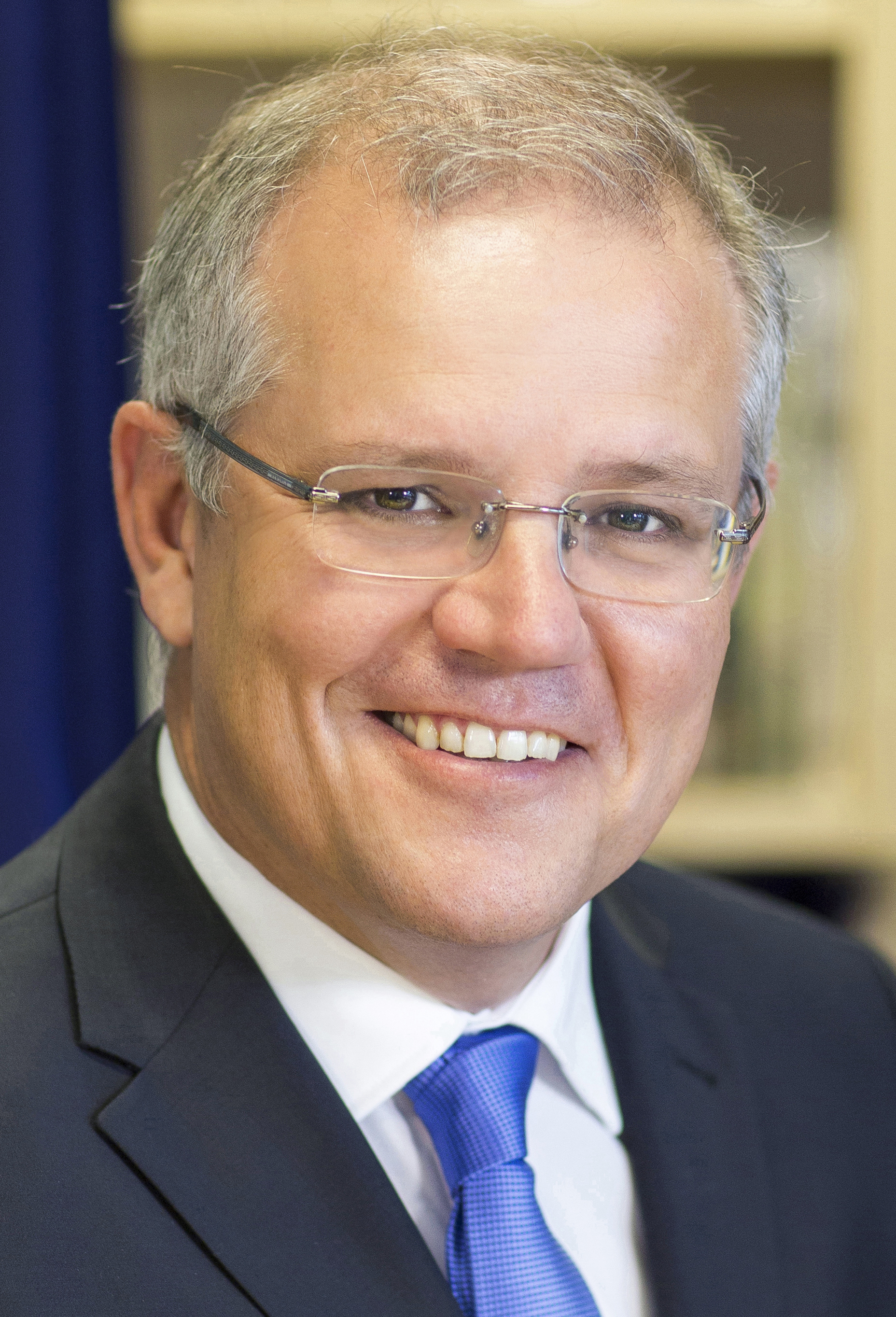
AUS Scott Morrison, Primeiro-ministro
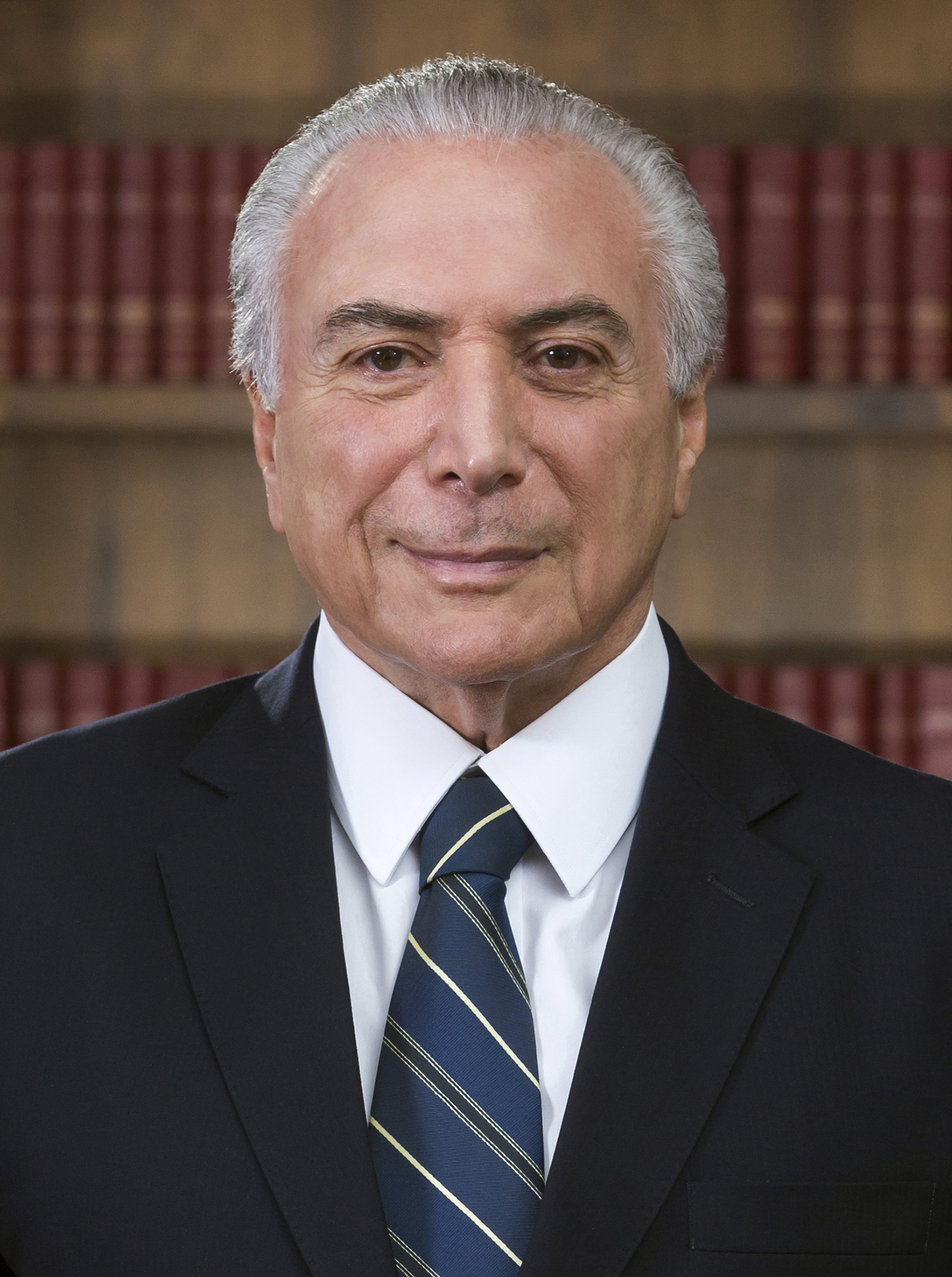
BRA Michel Temer, Presidente
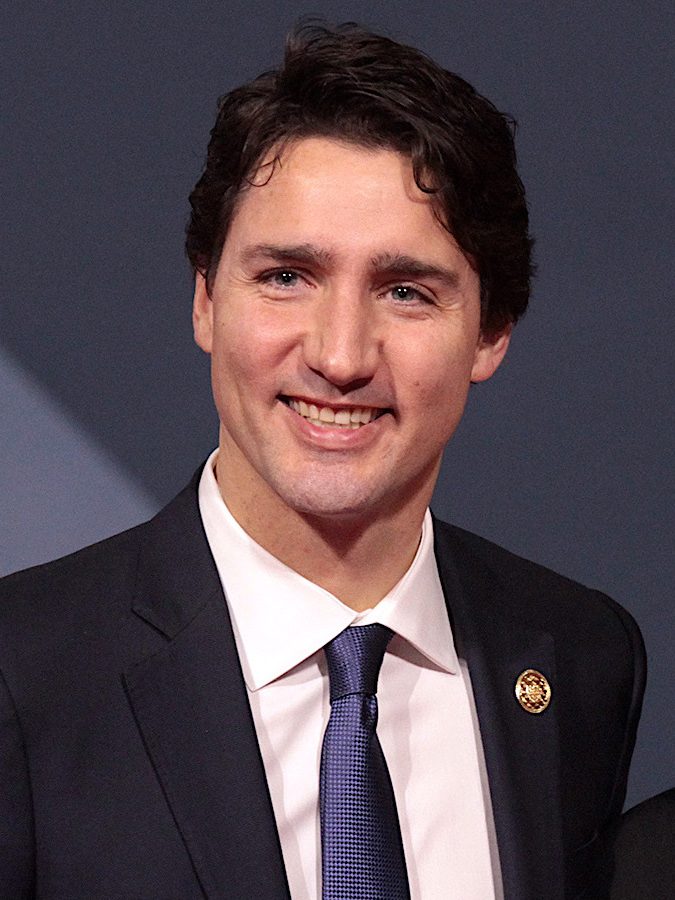
CAN Justin Trudeau, Primeiro-ministro
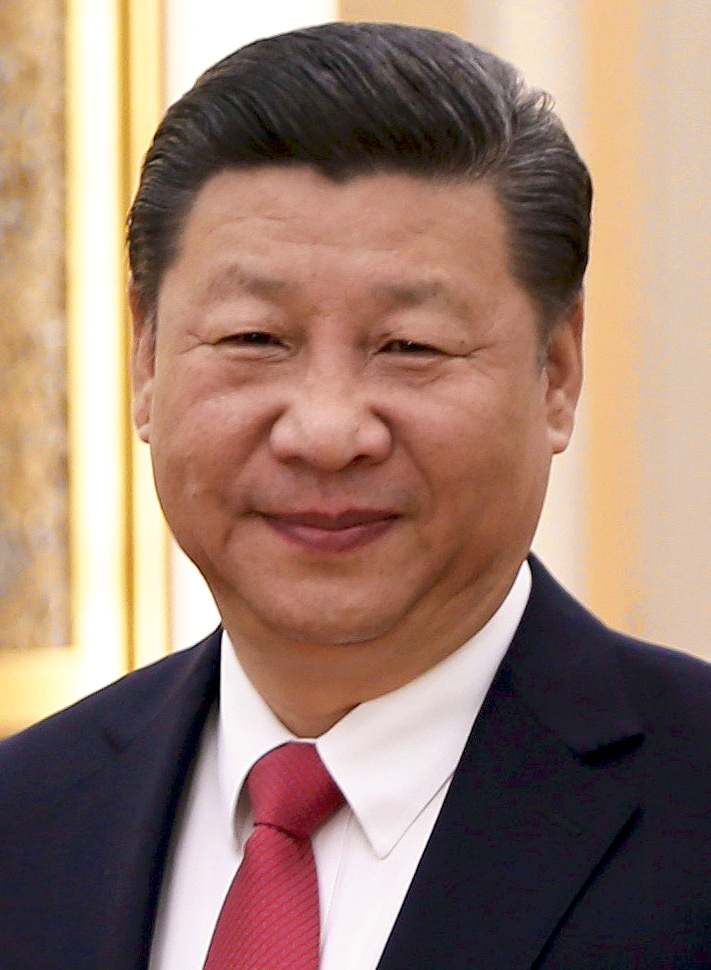
CHN Xi Jinping, Presidente
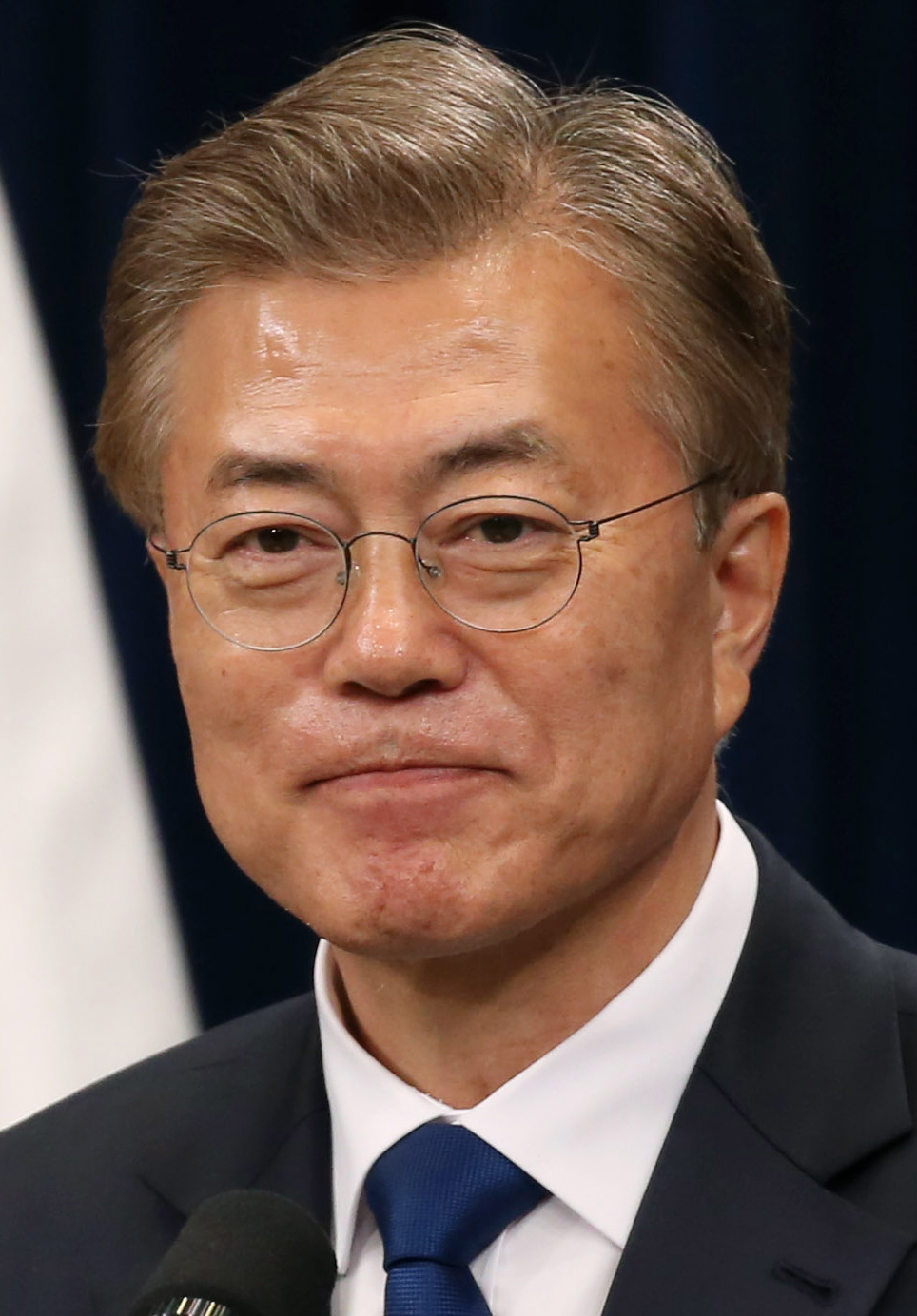
KOR Moon Jae-in, Presidente
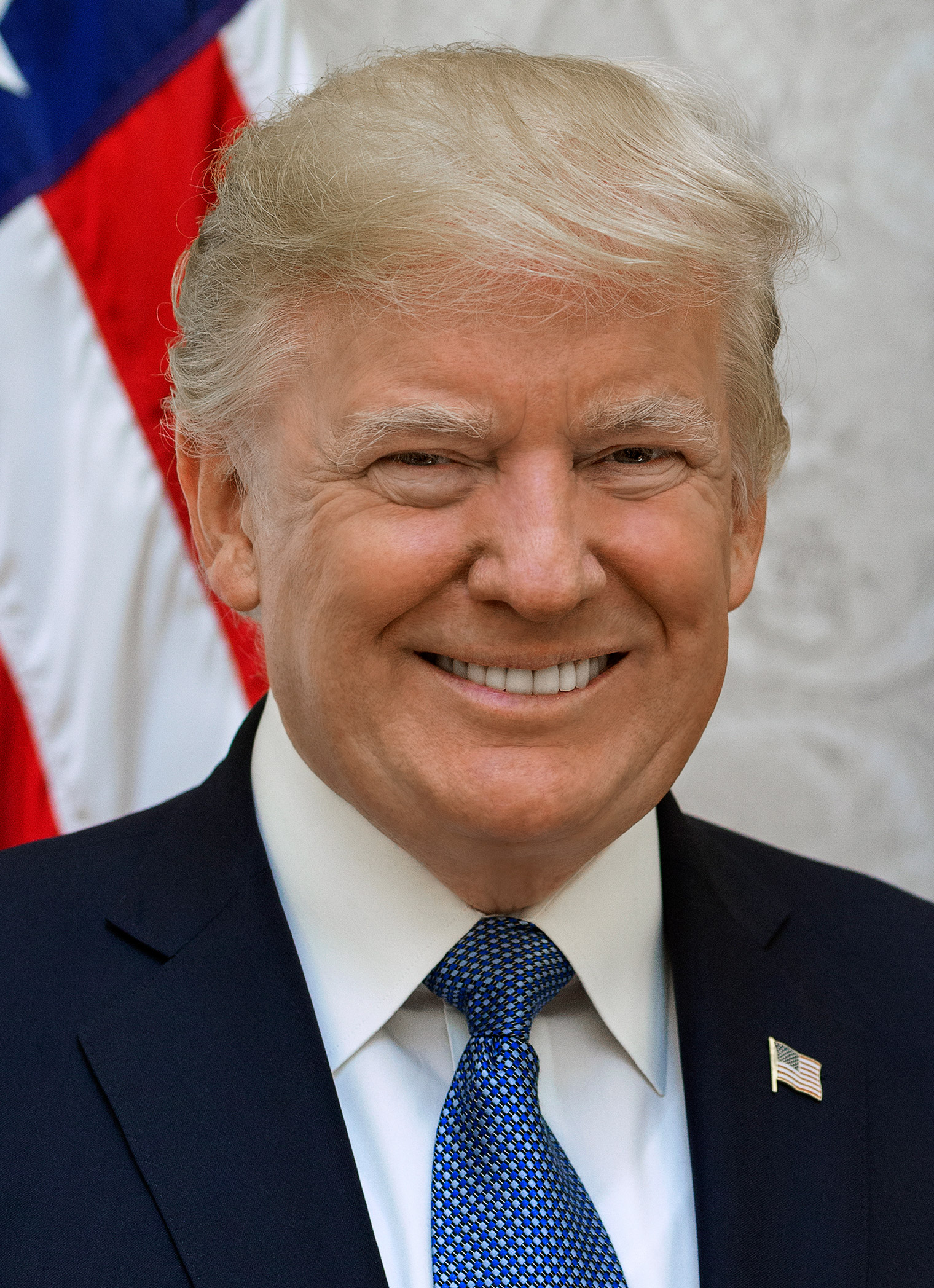
USA Donald Trump, Presidente
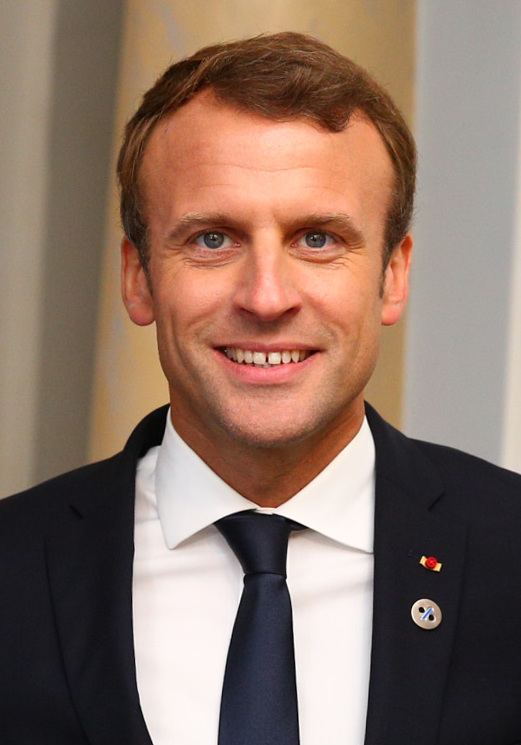
FRA Emmanuel Macron, Presidente
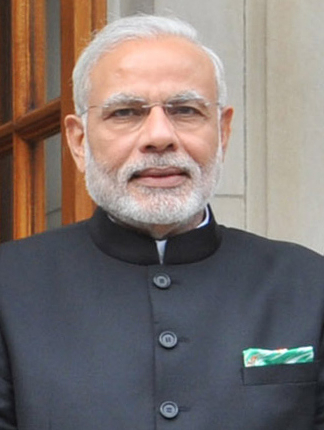
IND Narendra Modi, Primeiro-ministro
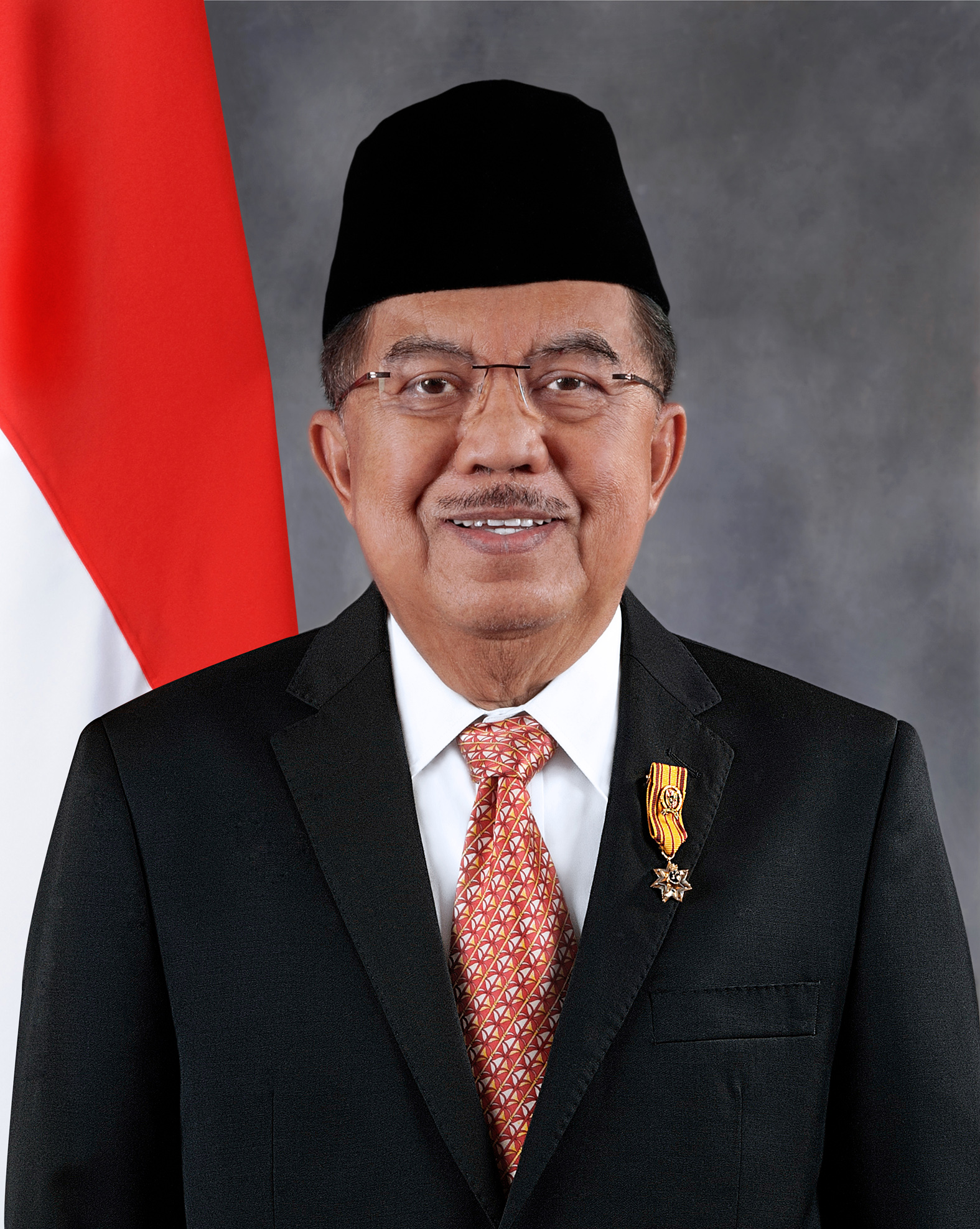
IDN Jusuf Kalla, Vice-presidente
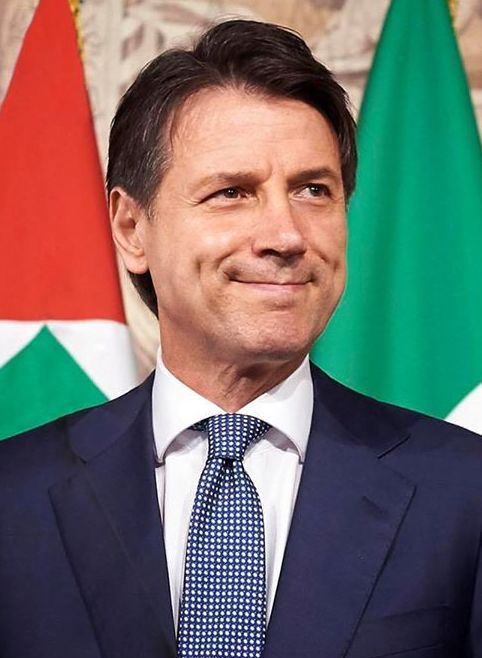
ITA Giuseppe Conte, Primeiro-ministro
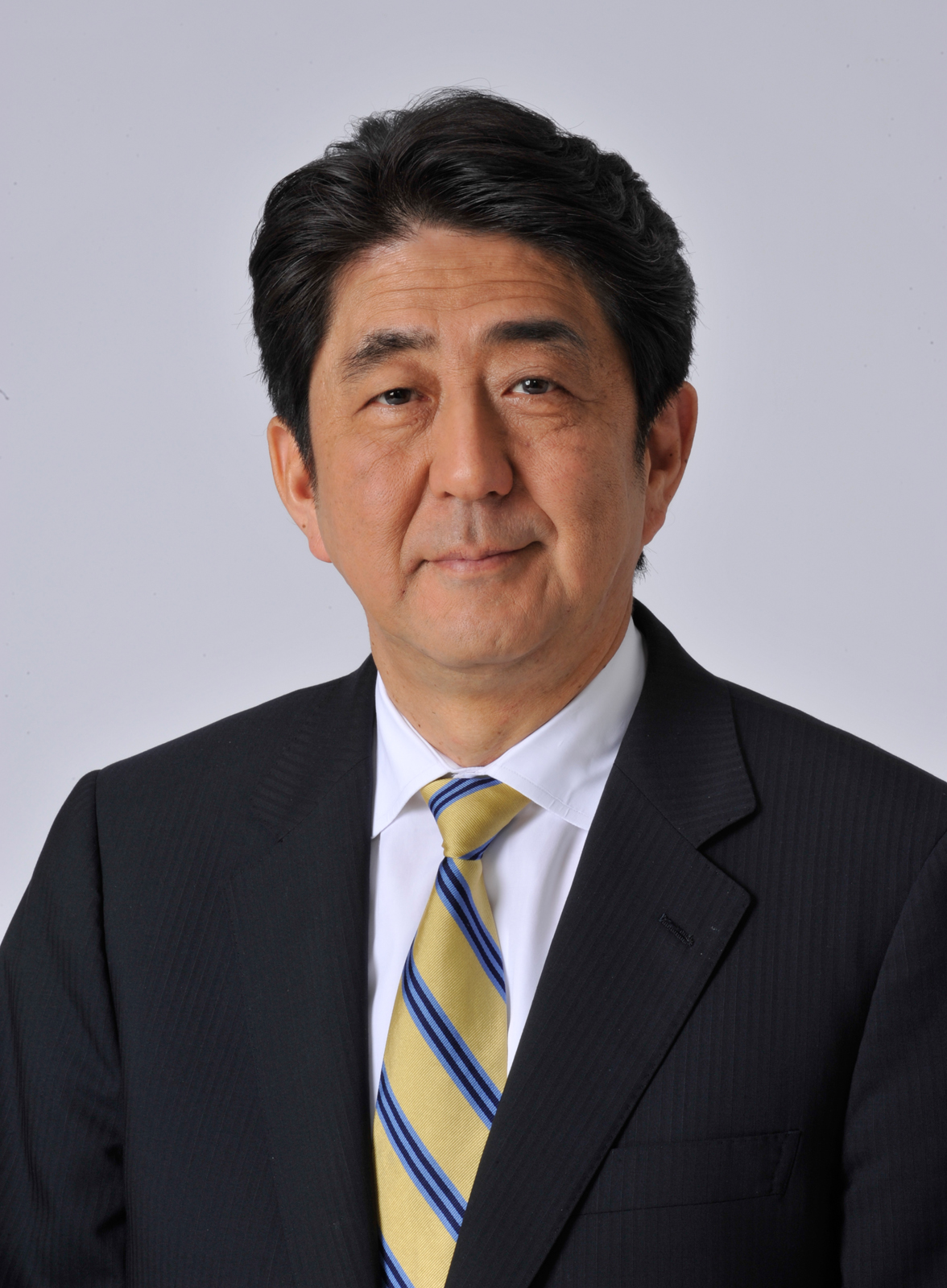
JPN Shinzō Abe, Primeiro-ministro
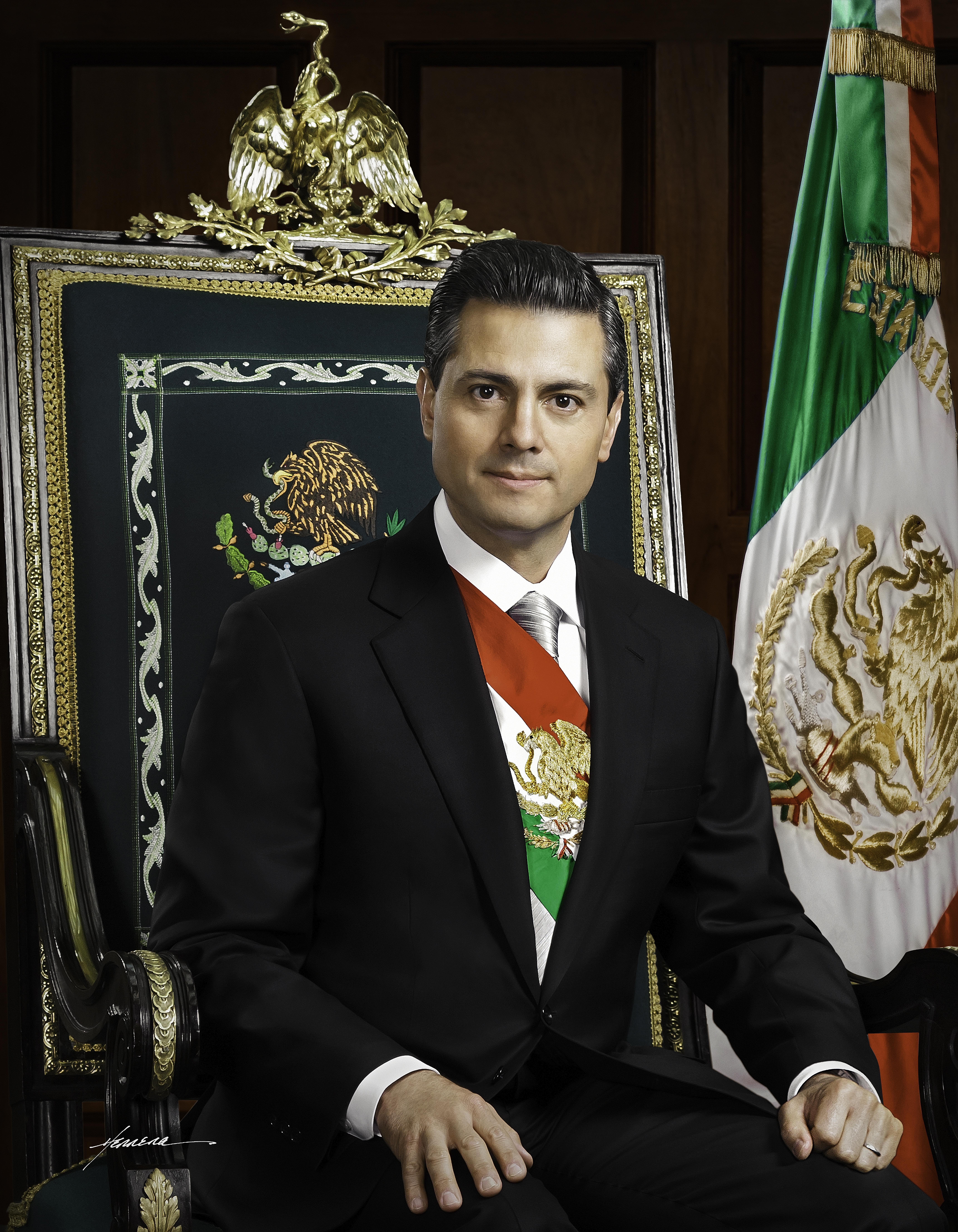
MEX Enrique Peña Nieto, Presidente
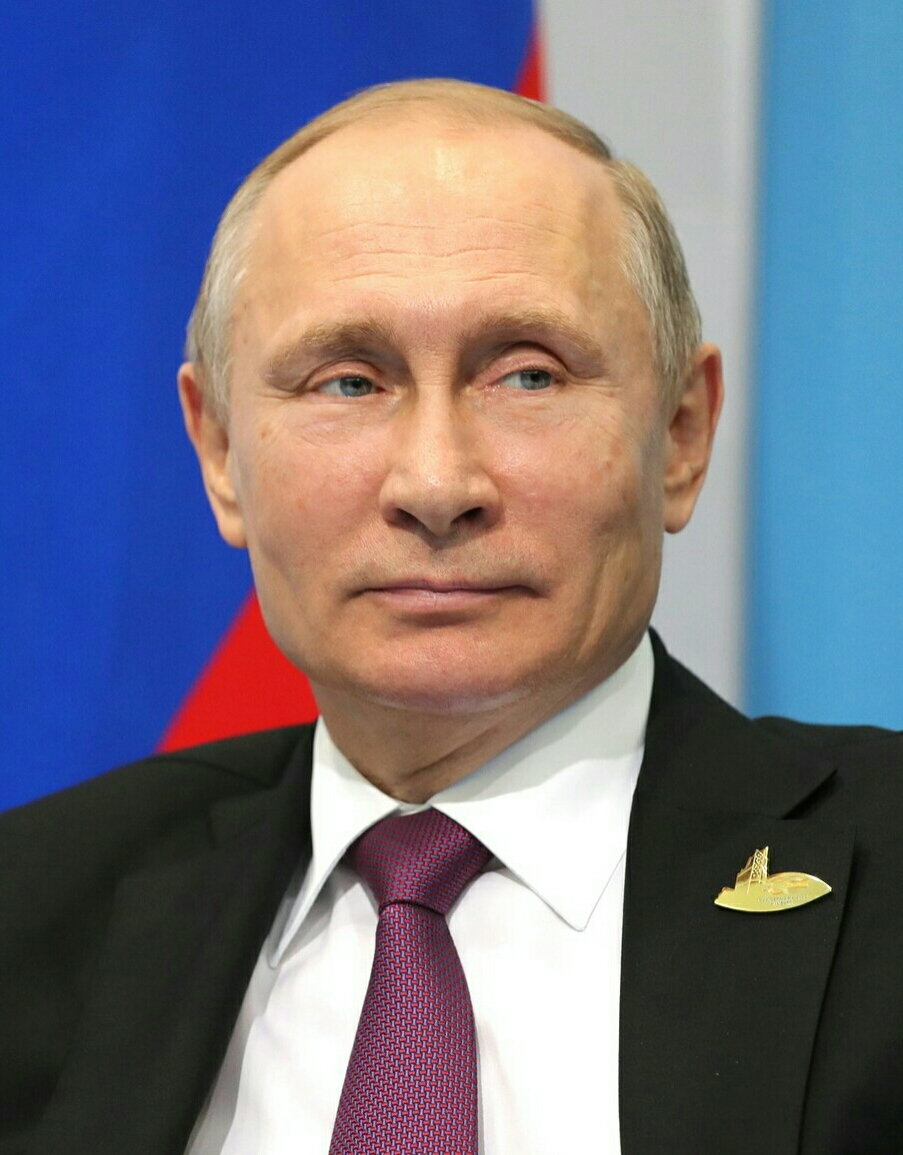
RUS Vladimir Putin, Presidente
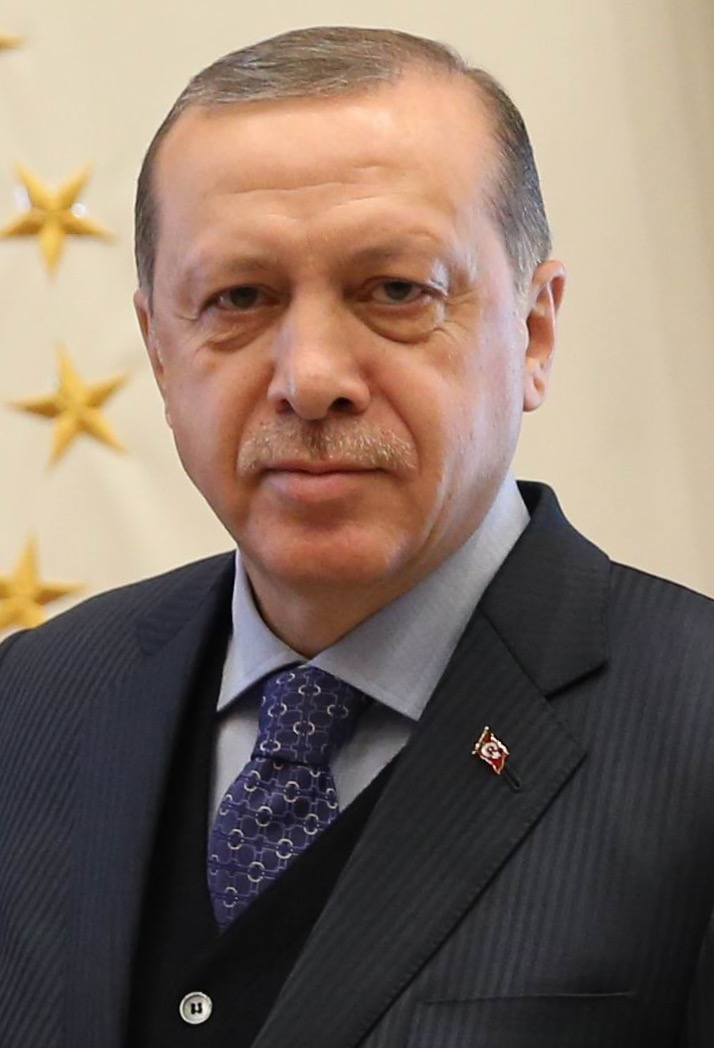
TUR Recep Tayyip Erdoğan, Presidente
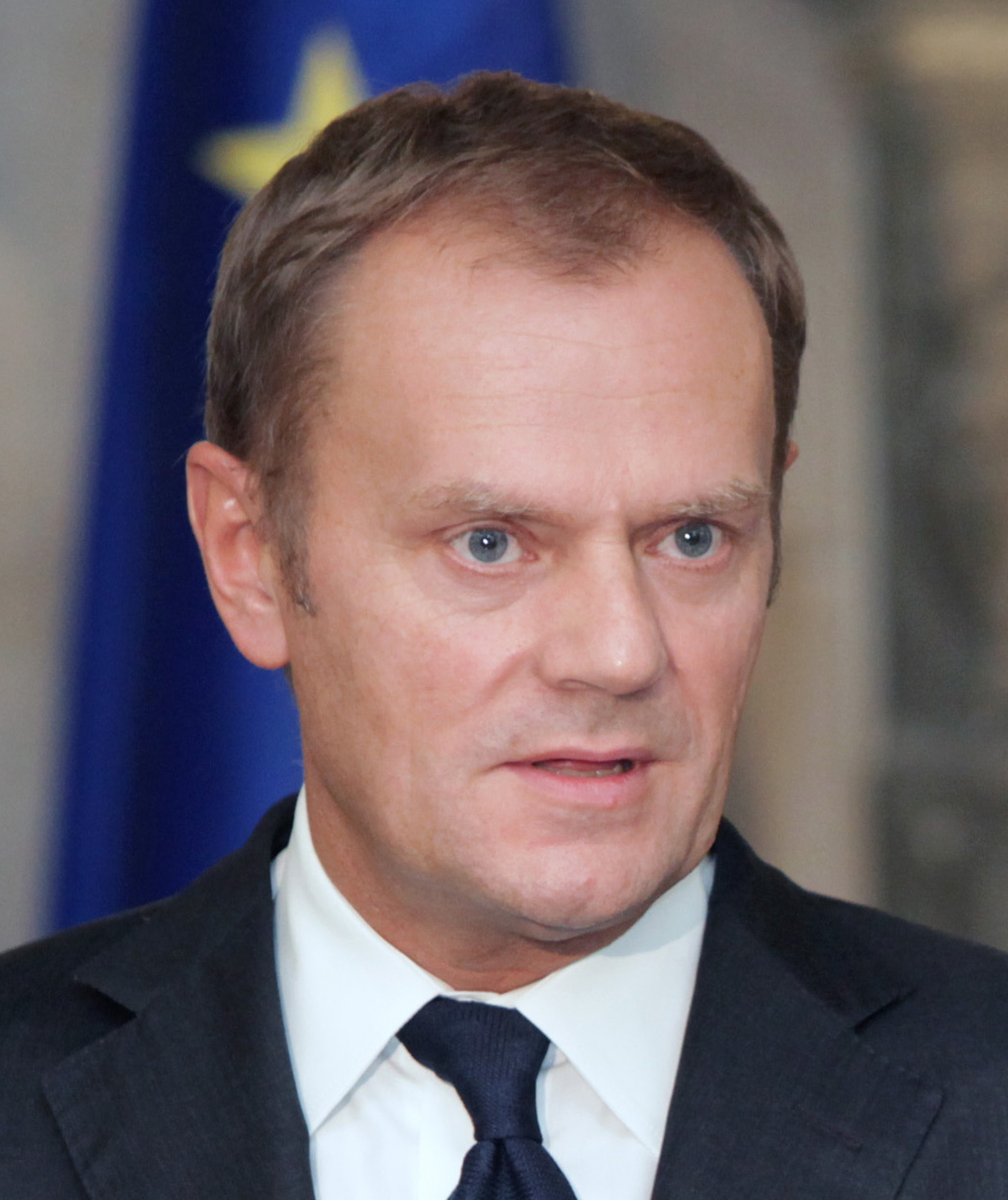
' Donald Tusk, Presidente do Conselho Europeu
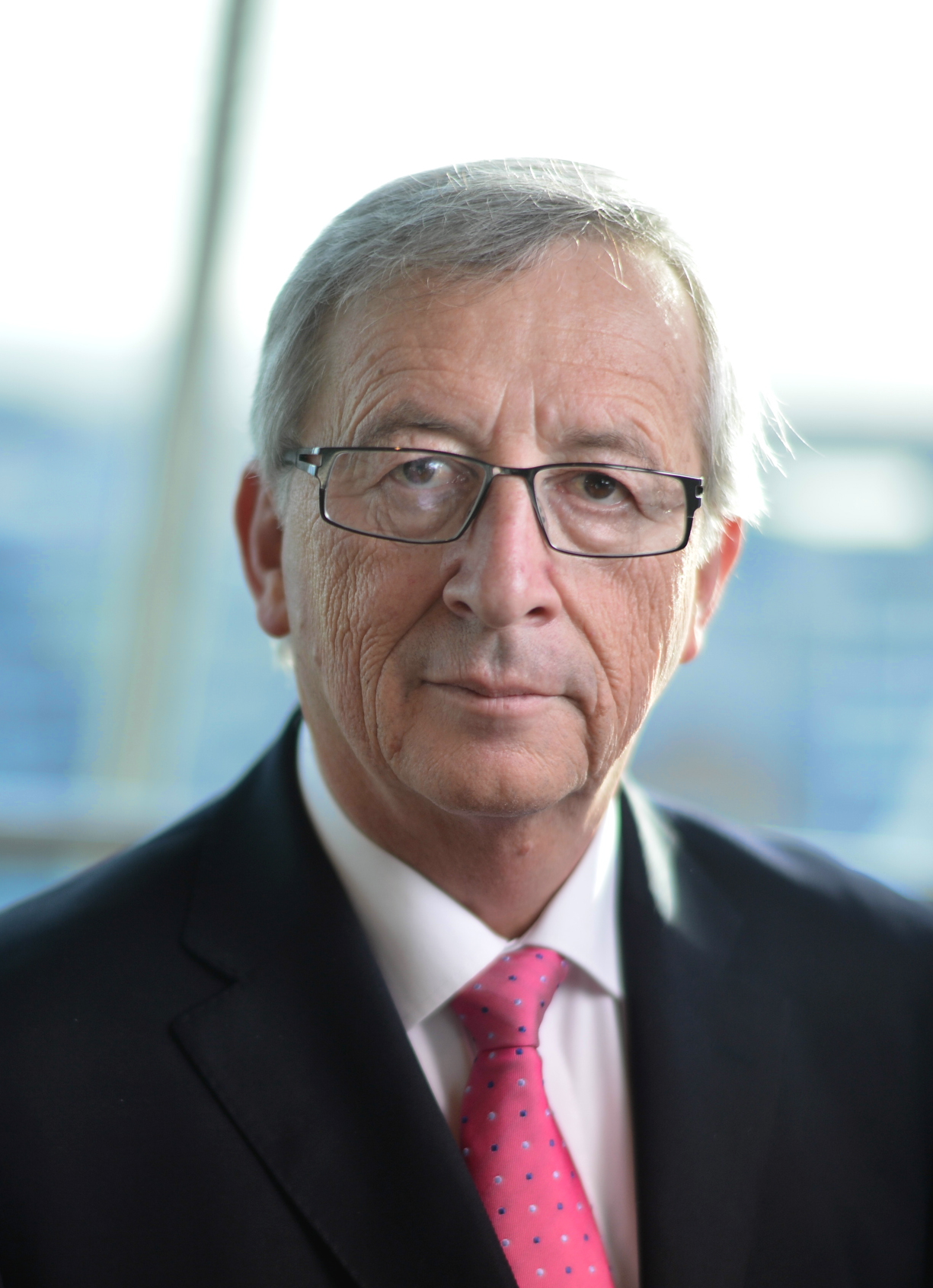
' Jean-Claude Juncker, Presidente da Comissão Europeia

- Argentina
Mauricio Macri, Presidente (Anfitrião)
- África do Sul
Cyril Ramaphosa, Presidente
- Alemanha
Angela Merkel, Chanceler
- Arábia Saudita
Mohammad bin Salman Al Saud, Príncipe herdeiro
- Austrália
Scott Morrison, Primeiro-ministro
- Brasil
Michel Temer, Presidente
- Canadá
Justin Trudeau, Primeiro-ministro
- China
Xi Jinping, Presidente
- Coreia do Sul
Moon Jae-in, Presidente
- Estados Unidos
 Donald Trump, Presidente
- França
Emmanuel Macron, Presidente
- Índia
Narendra Modi, Primeiro-ministro
- Indonésia
Jusuf Kalla, Vice-presidente
- Itália
Giuseppe Conte, Primeiro-ministro
- Japão
Shinzō Abe, Primeiro-ministro
- México
Enrique Peña Nieto, Presidente
- Rússia
Vladimir Putin, Presidente
- Turquia
Recep Tayyip Erdoğan, Presidente
- União Europeia
Donald Tusk, Presidente do Conselho Europeu
- União Europeia
Jean-Claude Juncker, Presidente da Comissão Europeia

### Convidados

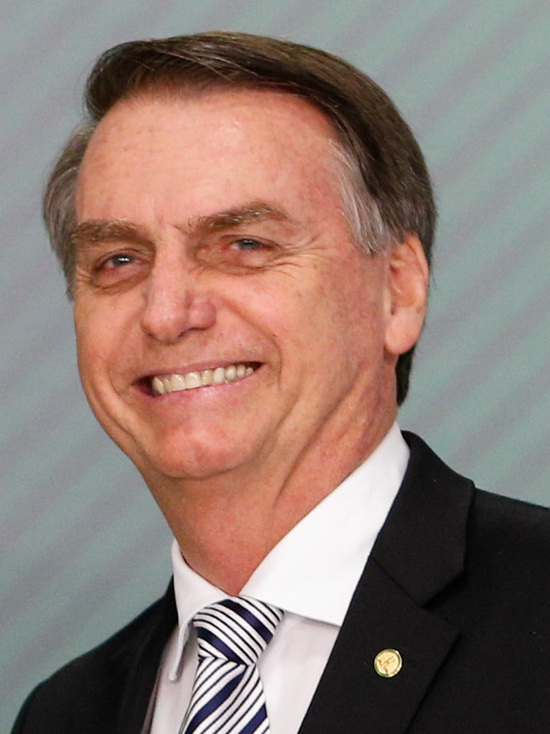
BRA Jair Bolsonaro, Presidente eleito (não compareceu)
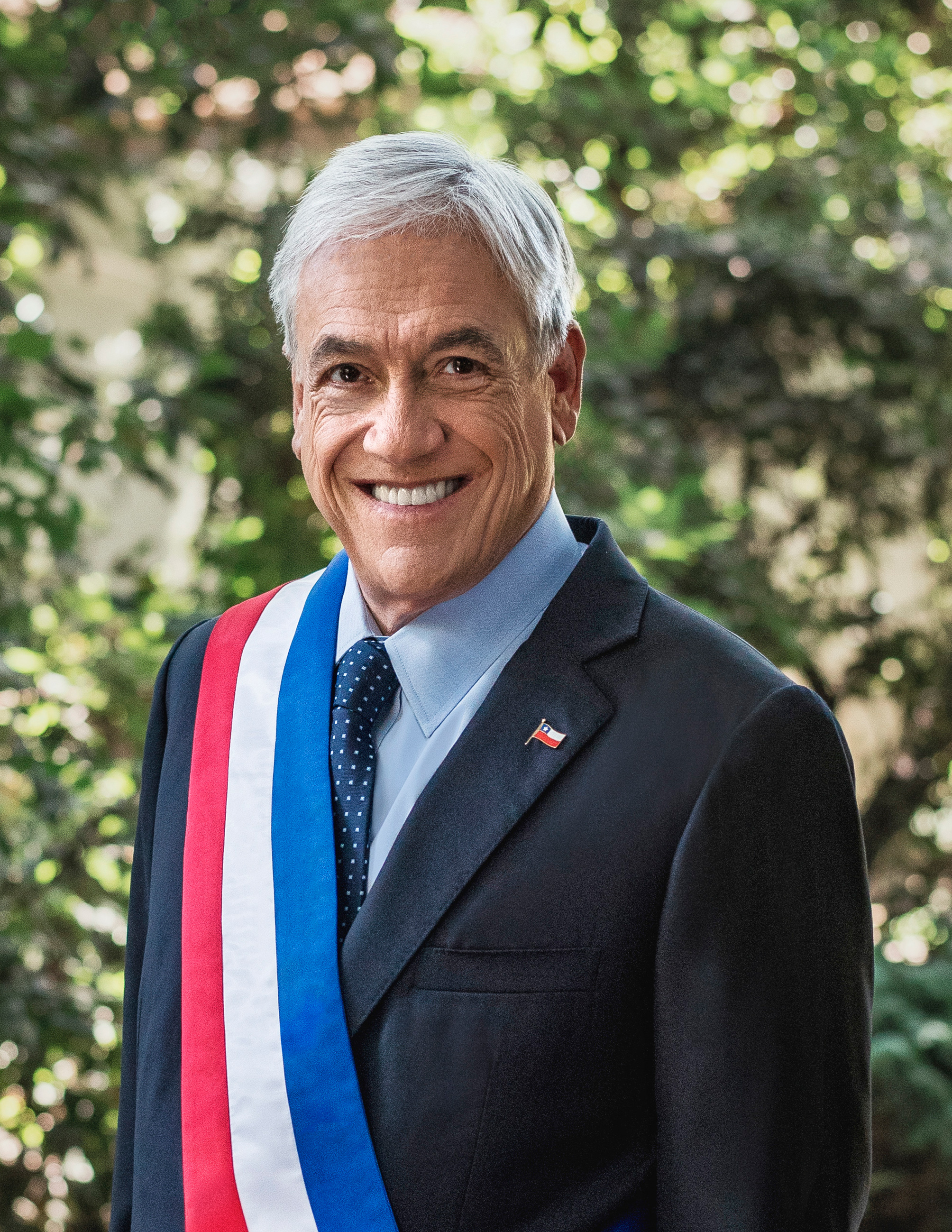
CHL Sebastián Piñera, Presidente,
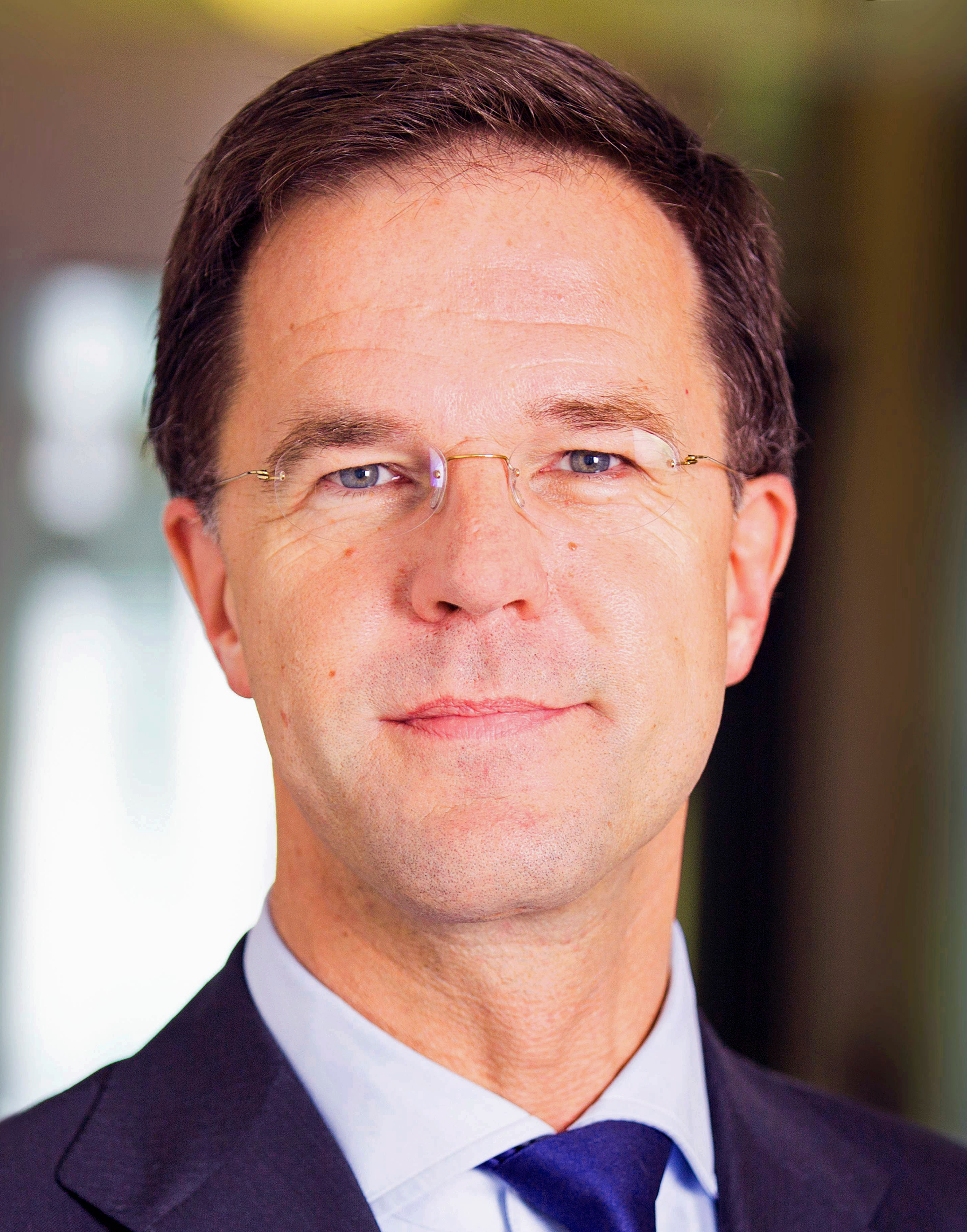
NLD Mark Rutte, Primeiro-ministro,
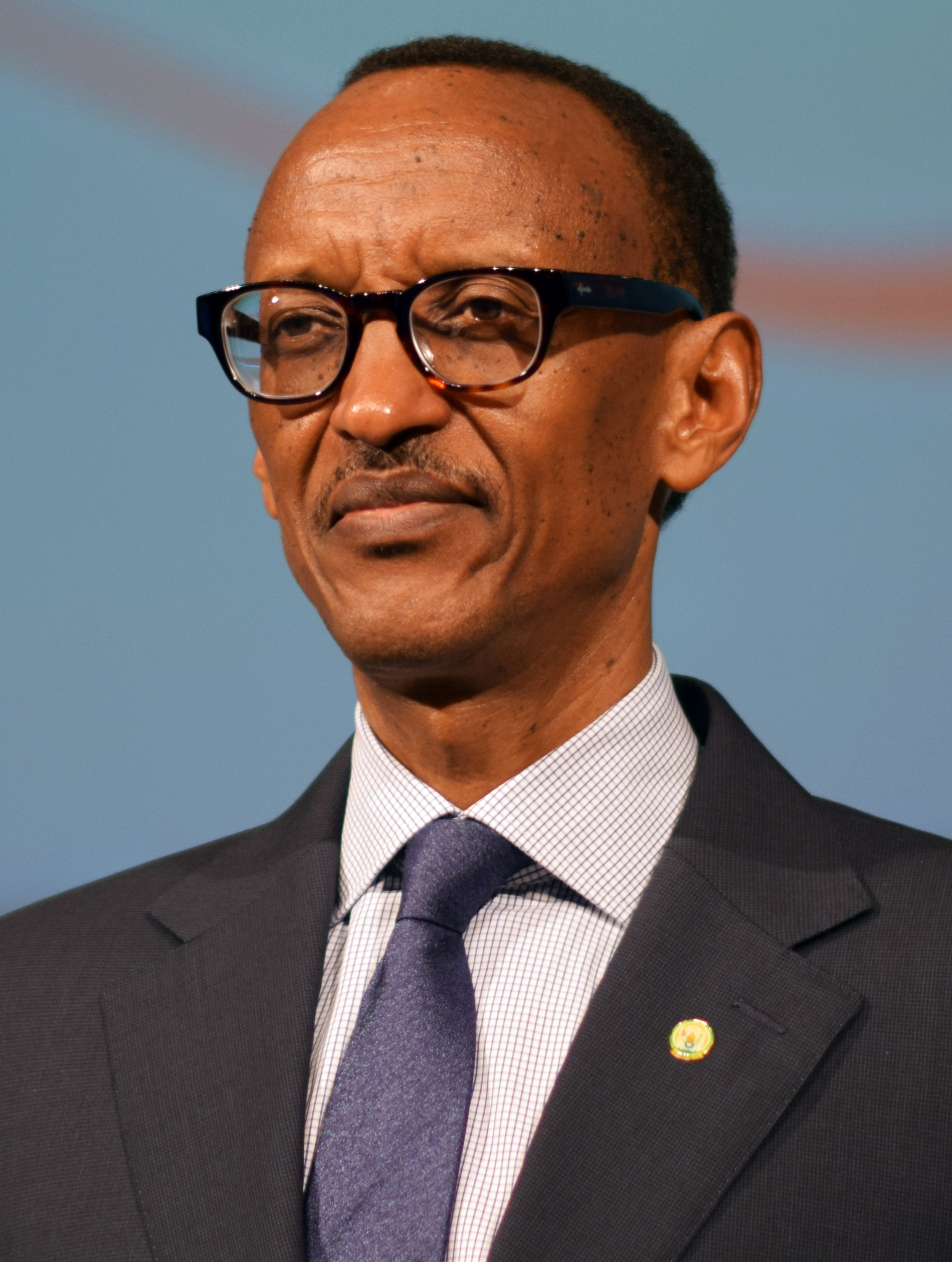
RWA Paul Kagame, Presidente, Presidente pro-tempore da União Africana
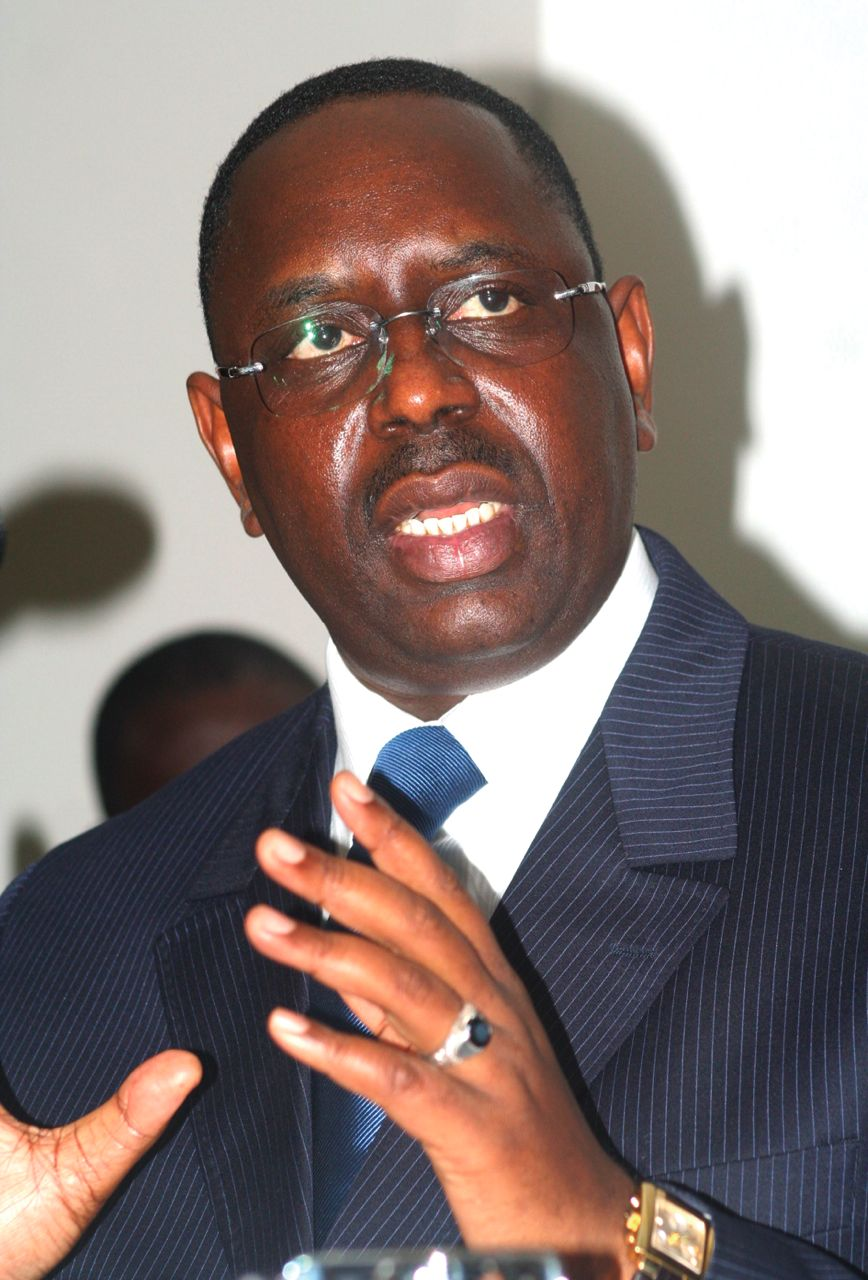
SEN Macky Sall, Presidente, Presidente pro-tempore da Nova Parceria para o Desenvolvimento da África
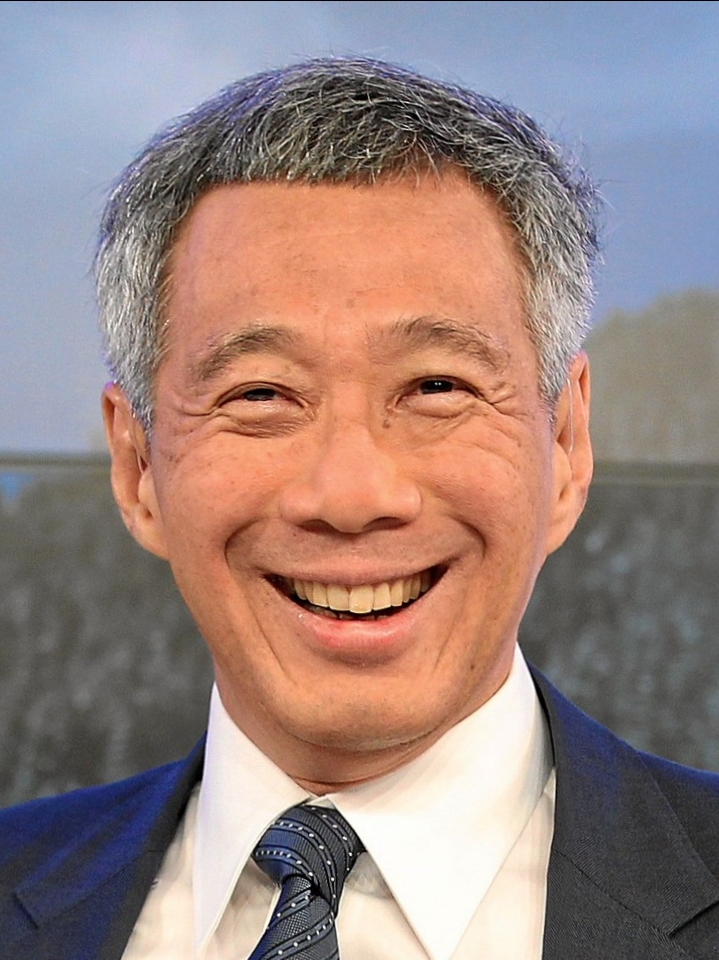
SGP Lee Hsien Loong, Primeiro-ministro, Presidente pro-tempore da Associação de Nações do Sudeste Asiático
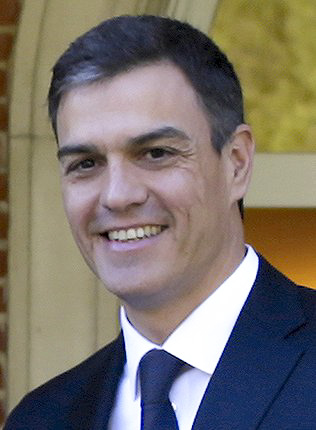
ESP Pedro Sánchez, Primeiro-ministro, convidado permanente

- Brasil
Jair Bolsonaro, Presidente eleito (não compareceu)[5]
- Chile
Sebastián Piñera, Presidente,
- Países Baixos
Mark Rutte, Primeiro-ministro,
- Ruanda
Paul Kagame, Presidente, Presidente pro-tempore da União Africana
- Senegal
Macky Sall, Presidente, Presidente pro-tempore da Nova Parceria para o Desenvolvimento da África
- Singapura
Lee Hsien Loong, Primeiro-ministro, Presidente pro-tempore da Associação de Nações do Sudeste Asiático[6]
- Espanha
Pedro Sánchez, Primeiro-ministro, convidado permanente

## Prioridades

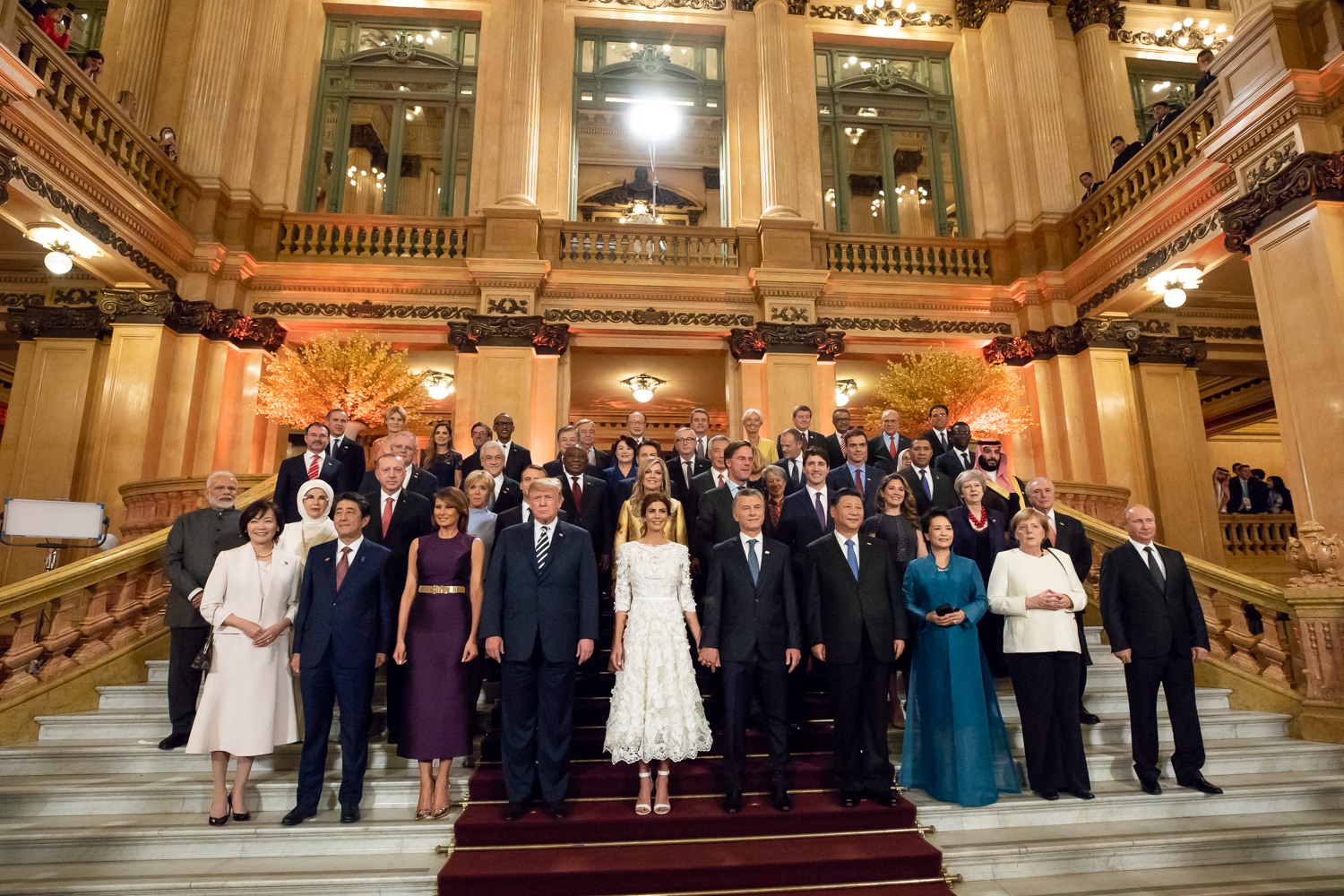
Os líderes do G20 e suas esposas posam para a "foto de família" no Teatro Colón, em Buenos Aires.

A organização do G20 apresentou três prioridades de agenda para discussão na cúpula: o futuro do trabalho, infraestrutura para o desenvolvimento e agricultura sustentável. Vários países líderes afirmaram que se concentrarão na regulamentação das criptomoedas.

## Resultados

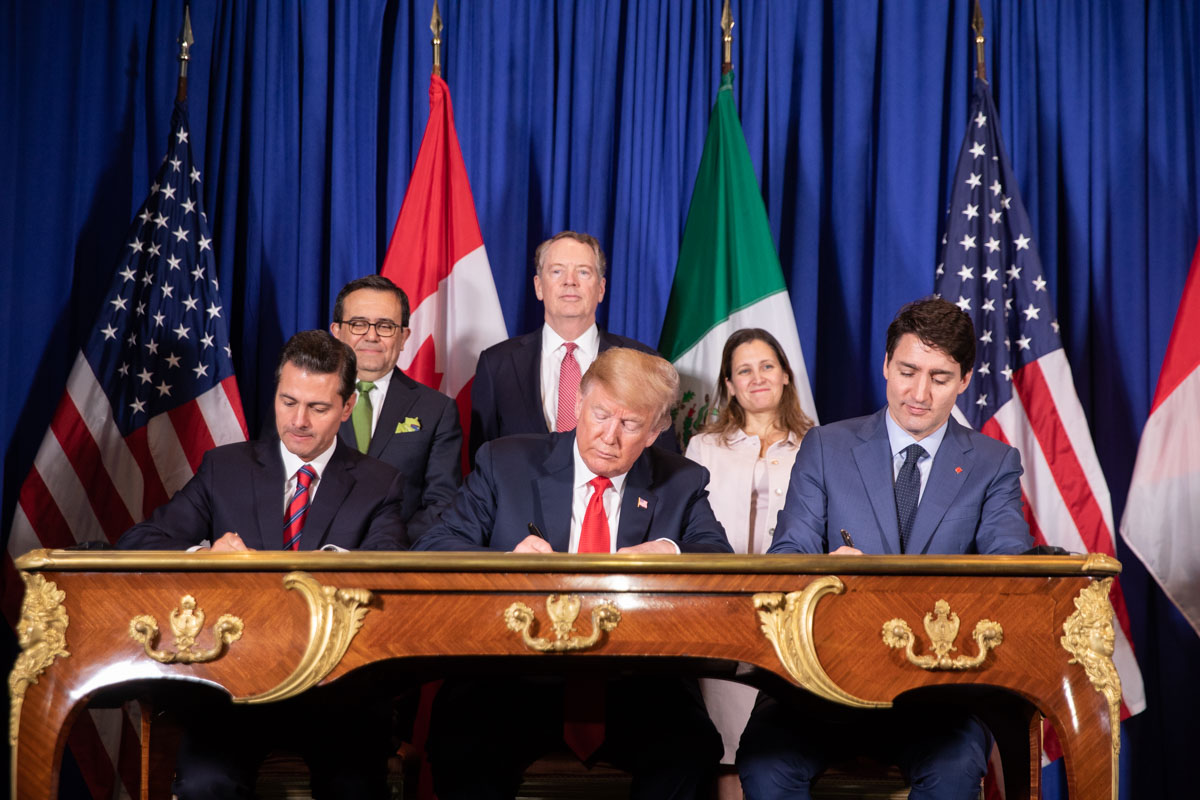
Peña Nieto, Trump e Trudeau assinam a ratificação do Acordo Estados Unidos-México-Canadá (USMCA).

Na sexta-feira, 30 de novembro, antes do início formal da cúpula, os presidentes Enrique Peña Nieto, Donald Trump e o primeiro-ministro Justin Trudeau assinaram o Acordo Estados Unidos-México-Canadá (USMCA), sucessor do Tratado Norte-Americano de Livre Comércio (NAFTA).

## Contra-conferência
A ex-presidente argentina Cristina Kirchner organizou uma contra-conferência, chamada de Primeiro Fórum Mundial de Pensamento Crítico. Estiveram presentes outros políticos, como a ex-presidente do Brasil Dilma Rousseff, o vice-presidente boliviano Álvaro García Linera, o ex-presidente colombiano Ernesto Samper, a ativista de direitos humanos Estela de Carlotto, entre outros. Kirchner criticou as políticas econômicas de Mauricio Macri e do Fundo Monetário Internacional, comparando seu governo com a Alemanha Nazi. O ex-presidente uruguaio José Mujica também foi convidado, mas se recusou a participar da cúpula para evitar danos às relações entre Argentina e Uruguai.

## Segurança

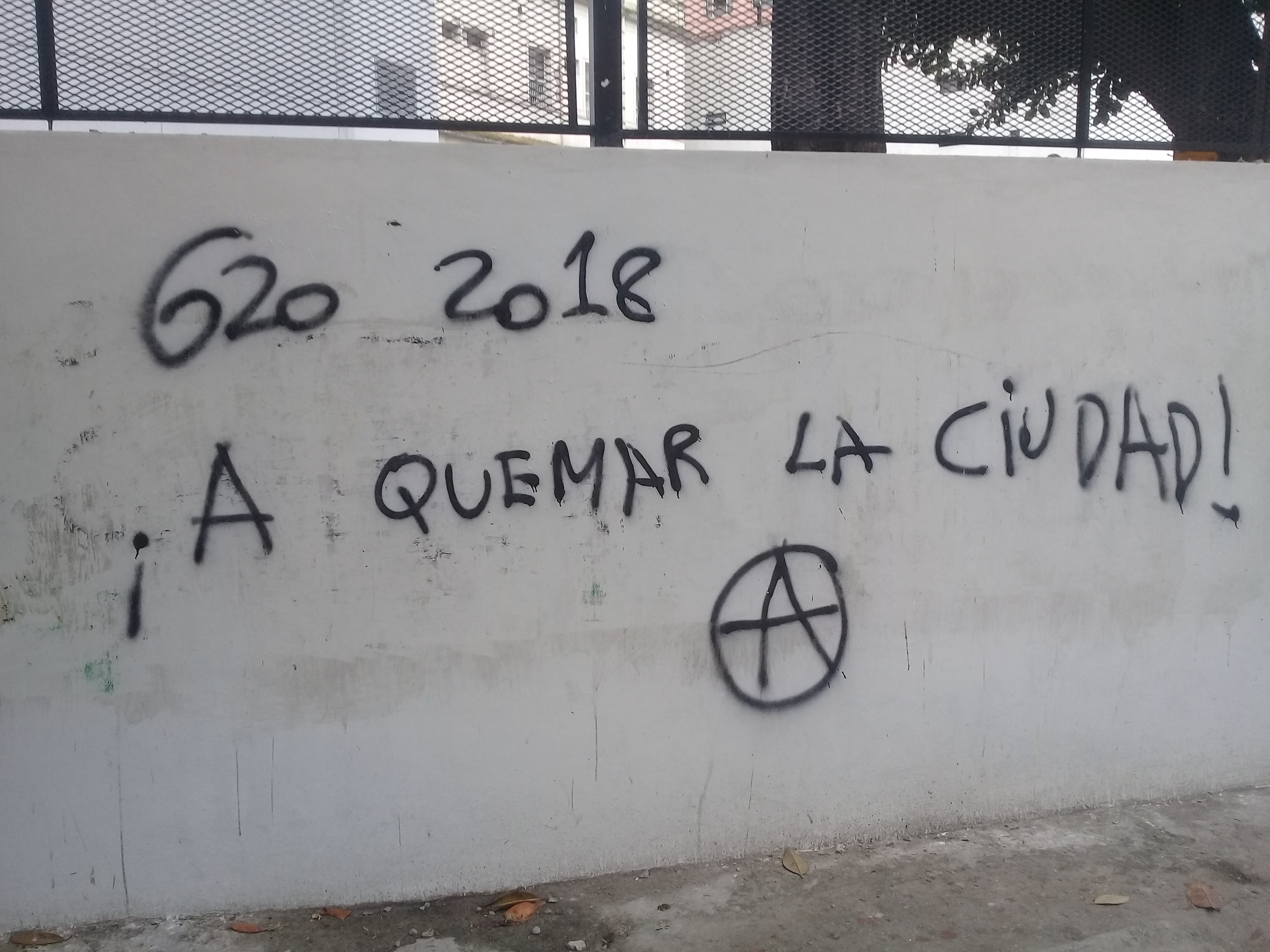
Pichação em Buenos Aires, convidando para atos de vandalismo. Está escrito: "G20 2018: vamos queimar a cidade!"

A cúpula anterior na Alemanha teve grandes protestos, com carros incendiados e estradas bloqueadas por manifestantes. A cúpula de 2018 reforçou a segurança, para impedir a repetição desses protestos. Organizações locais de esquerda estão planejando protestos e pediram que ativistas estrangeiros se juntassem a eles. O governo argentino, trabalhando ao lado dos outros, tenta impedir a entrada de vândalos no país, como pessoas com acusações criminais ou que defendem ações violentas. Somente protestos pacíficos serão permitidos. A ministra Patricia Bullrich disse que "não serão permitidos atos ilegais. Aqueles que quiserem cruzar a linha terão que enfrentar as conseqüências legais". Cerca de 22 mil policiais e setecentos agentes do Ministério da Segurança protegerão o evento, trabalhando ao lado dos serviços de segurança dos Estados Unidos, Reino Unido, Brasil, Itália e Espanha, entre outros. Uma área de 12 quilômetros quadrados ao redor do centro de convenções Costa Salguero será isolada, e o transporte público e o tráfego no Rio da Prata serão desativados. O dia foi declarado feriado na cidade de Buenos Aires, para evitar o tráfego causado pelas atividades diárias das pessoas. O ministro Hernán Lombardi informou que não detectou nenhuma infiltração de grupos terroristas internacionais, e o governo dos Estados Unidos considera que a localização remota da Argentina desencorajaria os manifestantes internacionais a viajar para o país.
Dois ataques a bomba ocorreram nos dias anteriores. O juiz Claudio Bonadio, que investiga a ex-presidente Cristina Kirchner por acusações de corrupção, foi atacado em sua casa; seus guarda-costas pararam Marco Viola, que foi preso, e a bomba foi desativada por um esquadrão antibomba. Anahi Esperanza Salcedo, que se identifica como uma anarquista e uma feminista radical, tentou bombardear o túmulo do falecido policial Ramón Lorenzo Falcón no cemitério de La Recoleta, mas sua bomba explodiu antes da hora. Ambos os ataques foram feitos com dispositivos explosivos improvisados. Após esses eventos, o Reino Unido baixou o alerta terrorista em Buenos Aires de "muito provável" para "provável".